# 勒特萊恩斯格拉本河
49°52′27″N 9°50′22″E / 49.874246°N 9.839420°E
勒特萊恩斯格拉本河是德國的河流，位於該國東南部，由巴伐利亞負責管轄，流經廷格斯海姆。